# Гудино (Липецкая область)
Гудино — деревня Воскресенского сельсовета Данковского района Липецкой области России.

## География
Расположена на правом берегу реки Птань. Граничит по противоположному берегу с деревней Красное. Через Гудино проходит просёлочная дорога.

## Население
| 2010 |
| ---- |
| 11   |